# Estação El-Maasara
El-Maasara (em árabe: المعصرة) é uma das estações da linha 1 do metro do Cairo, no Egito.A estação foi inaugurada em 26 de setembro de 1987 na fase 1 da linha 1 quando entrou em operação o Metro do Cairo.

## Localização
El-Maasara está localizada na região sul do Cairo, na margem leste do Nilo. Este distrito, na antiguidade serviu como fornecedora de pedras calcárias destinadas à construção de seus monumentos e túmulos.